# Dichotomius depressicollis
Dichotomius depressicollis är en skalbaggsart som beskrevs av Edgar von Harold 1867. Dichotomius depressicollis ingår i släktet Dichotomius och familjen bladhorningar. Inga underarter finns listade i Catalogue of Life.